# Sokola Baszta

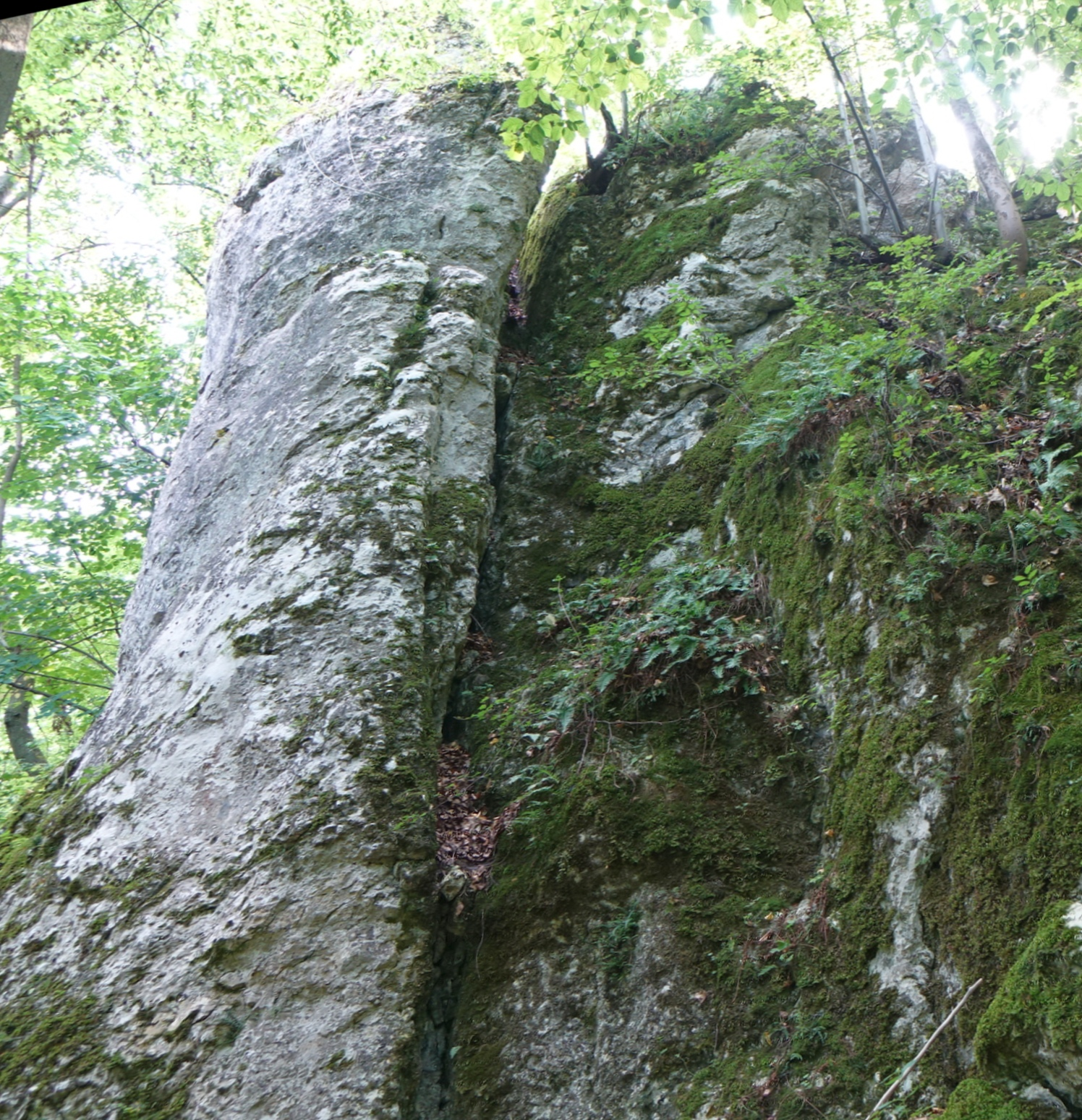

Sokola Baszta – skała w Górach Sokolich w obrębie miejscowości Olsztyn w województwie śląskim, w powiecie częstochowskim, w gminie Olsztyn. Znajduje się na grzbiecie Sokolej Góry, na Wyżynie Mirowsko-Olsztyńskiej będącej częścią Jury Krakowsko-Częstochowskiej.
Sokola Baszta to zbudowana z wapieni skała o wysokości 18 m. Znajduje się w lesie, w obrębie rezerwatu przyrody Sokole Góry. Na jej pionowych ścianach w latach 1997–2007 uprawiano wspinaczkę skalną. Poprowadzono 10 dróg wspinaczkowych o trudności od VI.1 do VI.4+ w skali polskiej. Mają zamontowane punkty asekuracyjne: ringi (r), spity i stanowiska zjazdowe (st) lub ring zjazdowy (rz). Obecnie wspinaczka na tej skale jest zakazana.
1. Korkodzioł norek; VI.3, 5r + rz
2. Dodo w krainie czarów; VI.4+, 6r + st
3. Porażona prądem; VI.3+, 7r + st
4. Czolung; VI.1, s + 6r + st
5. Wśród liści i drzew; VI.1+, 6r + st
6. Pastwiska obłąkanych; VI.4+, 6r + st
7. Wyrwidąb; VI.1, 6r + st
8. Czesio Jajeczko; VI.2, 2r + rz
9. Ogródek bejsbolowy; Vi.1, 2r + rz
10. Mój brat Osman; VI.1+, 2r + rz[2].